# Hassine Bouhageb
Pour les articles homonymes, voir Hassine.
Hassine Bouhageb (حسين بوحاجب), né le 20 octobre 1872 et décédé le 13 mars 1946, est un médecin, éducateur et promoteur du sport tunisien.

## Biographie
Il doit sa vocation médicale au long séjour que fait son père, le réformateur Salem Bouhageb, en Europe et en particulier à Paris, Livourne et Florence. Il en rapporte l'idée, audacieuse pour l'époque, d'envoyer son fils faire ses études en France, au lycée Lakanal de Sceaux puis à la faculté de médecine de Bordeaux où il obtient son doctorat le 23 décembre 1901.
Hassine Bouhageb inaugure, avec Ali Bach Hamba, Béchir Sfar et Abdeljelil Zaouche, le mouvement de renouveau et de modernisation de la Tunisie. Il fait ainsi partie de la nouvelle génération engagée de Tunisiens qui, après leurs études, veulent améliorer le sort de leurs congénères et poursuivre le mouvement réformiste institué par le général Kheireddine Pacha, Mohamed Bayram V et son père.
Il devient médecin chef de service à l'hôpital Sadiki, dès le 31 décembre 1904, puis à l'hôpital Ernest-Conseil. Il sera également président de l'Association tunisienne musulmane dès 1911, de la société municipale de la Nasria et de la troupe de théâtre Ech-Chahama Al Arabya entre 1915 et 1930. Il apporte son concours à la lutte contre les épidémies qui sévissent encore, trente ans après l'instauration du protectorat français de Tunisie, et écrit plusieurs œuvres sur l'amélioration de l'alimentation et la nutrition des enfants. Il est également l'initiateur du développement des activités sportives en Tunisie.
Reconnu pour être un patriote sincère et éclairé, il laisse le souvenir d'un éducateur infatigable du public tunisien sur le plan de l'hygiène et de la promotion du sport. Il est le frère de Khelil Bouhageb, qui deviendra grand vizir.